# 赤羽もも
赤羽もも (あかばねもも、1996年2月13日 - ) は、日本の女性コスプレイヤー、グラビアアイドル、DJ。星座はみずがめ座。血液型は、B型。福島県出身。

## 来歴
小学生の頃からBLEACH、カードキャプターさくら、セーラームーンなどのアニメを好み、ディズニーランドに行った時にはシンデレラの服を着せてもらったりしていたという。「小さい頃から自分じゃない何かになりきるのが好きだったのかもしれない」とインタビューに答えている。ラブライブが流行した時にゲームにハマり、初めて本格的にコスプレしたキャラは高坂穂乃果であった。身長が小さい割に胸が大きいため、衣装のサイズ選びに苦労しているという。裁縫が苦手なため、丈が長いときはグルーガンで接着していたと語る。
小学校からソフトボールを始め、中学では放課後夜8時まで厳しい練習をしていた。そのためスポーツ推薦で高校に進学するほどの腕前となっている。バッティングセンターで撮影した時は130キロ台のボールを見事に打ち返している。
中学時代までソフト一筋だった赤羽であったが、当時読んでいた雑誌が「egg」と「小悪魔ageha」で、ギャルに憧れており、高校に入ったらギャルになると決めていたが、ソフトボール漬けの毎日であったため、スポーツ推薦でしか進学できる高校がなかった。
高校を卒業後、すぐに髪を蛍光ピンクに染め、念願のギャルになることができたが、普通の職場ではピンクの髪では働けないので、美容師ならOKと思って美容学校に進む。その経験からヘアメイクやコスプレのウィッグのカットが得意である。その後は、ゲームやアニメイベントのコンパニオンをしていたが、コロナ禍でイベント中止が相次ぎ、自らのグラビアのチェキなどの通販を始めると、それが評判となる。
2022年5月からアニメソングDJを始めている。

## 人物
サウナを好んでおり、週2日は通っている。また、サバイバルゲームを好み、ミリタリースタイルのイメージDVDを発表している。美容師免許、簿記検定2級、衛生管理者、ジェルネイル検定中級を保有している。

## 出演

### テレビ
- 全力アピールアダムシアター ～グラビアアイドル～（2022年8月25日、TBS）
- ヒロミ・指原の“恋のお世話始めました”（2021年6月24日、テレビ朝日）

### 音声配信
- よゐこ有野のノーギャラジオ（2022年9月12日、Radiotalk）[10]

## 作品

### 書籍
- 「Meow!」

- 「Pin Up Girl」

- 「Love me」

### 写真集
- 「Guilty」

- 「lnnocent」

- 「PHOTO SHOT」